# 상드린 데리앙
상드린 데리앙(Sandrine Derrien, ? ~ )은 프랑스의 탁구 선수다. 1991년 일본 지바 세계선수권대회에서 단체 동메달을 획득하였다.